# Diócesis de Hólar
La diócesis de Hólar (en latín: Dioecesis Holensis y en danés: Hólar Stift) fue una circunscripción eclesiástica de la Iglesia católica en Islandia. Se trataba de una diócesis latina, sufragánea de la arquidiócesis de Nidaros. Pasó al luteranismo al ser ejecutado su obispo el 7 de noviembre de 1550 y fue suprimida de hecho y restaurada como diócesis titular en 1929. Desde el 24 de septiembre de 2022 su obispo titular es Dariusz Zalewski.

## Territorio y organización

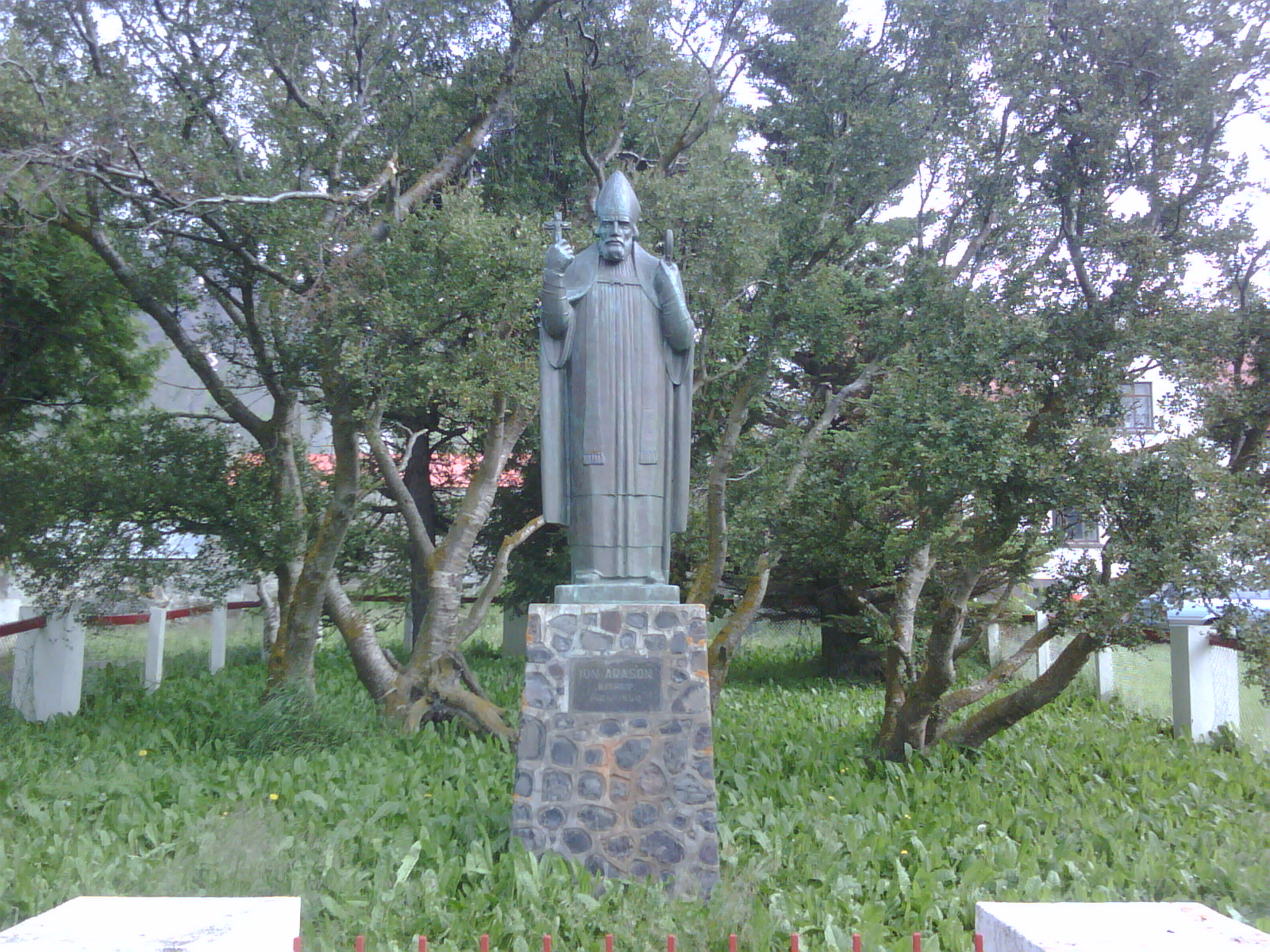
Estatua de Jón Arason en Munkaþverá

La diócesis extendía su jurisdicción sobre los fieles católicos de rito latino residentes en la parte septentrional de Islandia, que al momento de la supresión de la diócesis era parte del Reino de Dinamarca y Noruega. Desde el 18 de octubre de 1968 el área es parte de la diócesis de Reikiavik.
La sede de la diócesis se encontraba en el pueblo de Hólar, hoy en el municipio de Skagafjörður en la región Norðurland Vestra, en donde se hallaba la catedral (hoy en su lugar hay una iglesia perteneciente a la Iglesia nacional de Islandia, que lleva el nombre de Catedral de Hólar).

## Historia

### Diócesis antigua

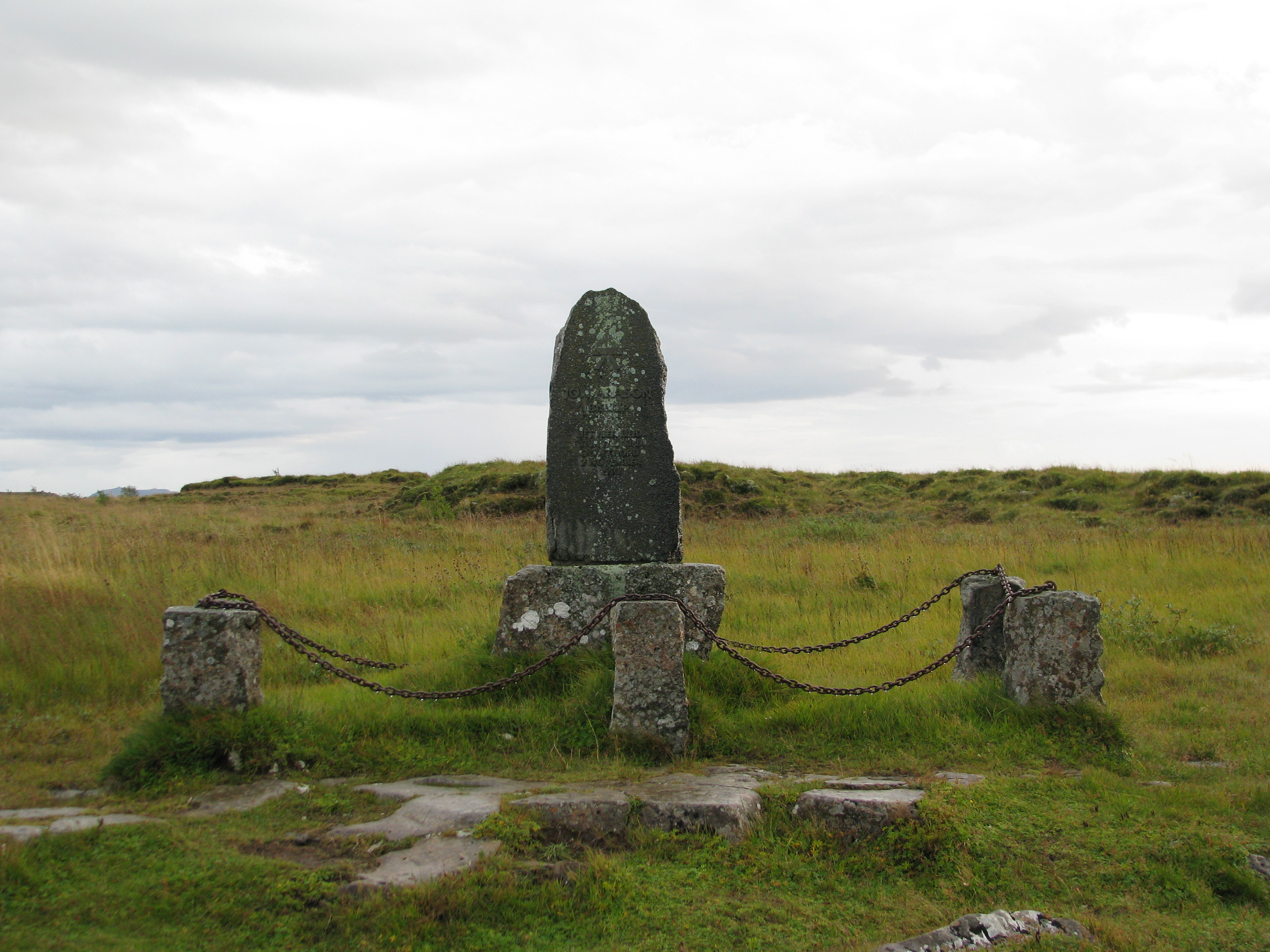
Memorial dedicado al último obispo católico de Hólar, Jón Arason, construido en el lugar de su decapitación

Los primeros cristianos llegaron a Islandia con la colonización de la isla durante los siglos IX y X. A partir de 980 varios misioneros visitaron la isla. El primero fue un islandés que regresó a su país después de un viaje al extranjero, Thorvaldur Kodransson, acompañado de un obispo alemán de nombre Fridrek, pero su intento no tuvo éxito. Tras llegar en 995 al trono el rey Olaf I de Noruega (que se había convertido al cristianismo un año antes) redobló esfuerzos para cristianizar a Islandia por la fuerza y envió como misionero a Stefnir Þórgilsson, quien destruyó representaciones y santuarios sagrados, lo que lo llevó a ser tan impopular que fue declarado forajido. Luego Olaf envió a Thangbrand, quien permaneció en la isla entre 997 y 999. El rey Olaf tomó medidas coercitivas y logró que el Alþing de Islandia adoptara el cristianismo en el año 1000, de acuerdo a las sagas de los islandeses.
La diócesis fue erigida en 1156 con parte del territorio de la diócesis de Skálholt. El primer obispo fue Jón Ögmundsson, formado en la escuela establecida por Ísleifur Gissurarson en Skálholt.
Originalmente, la diócesis era sufragánea de la arquidiócesis de Hamburgo-Bremen. En 1104 pasó a formar parte de la provincia eclesiástica de la arquidiócesis de Lund y en 1152 de la arquidiócesis de Nidaros. Los obispos de Hólar, elegidos por el clero y el pueblo, debían viajar hasta esas lejanas tierras para recibir la consagración episcopal de su metropolitano.
A principios del siglo XIII destacó otro obispo, Guðmundur Arason (1203-1237), representante del movimiento ascético contemporáneo, que mantuvo una amarga disputa con los señores locales para salvar las propiedades de la Iglesia. Habiendo quedado ciego, presentó su dimisión al papa Gregorio IX, quien se la concedió el 11 de mayo de 1237, pero para esta fecha ya llevaba dos meses muerto.
Desde 1391 la sede estuvo ocupada durante más de cincuenta años por obispos de órdenes religiosas. Jón Vilhjálmsson probablemente también fue un dominico, pues en 1426 recibió la consagración episcopal en Roma, en la basílica de Santa María sobre Minerva.
A principios del siglo XV Islandia se vio afectada por la peste, que afectó especialmente al clero local. Esta fue una de las causas de la relajación espiritual y disciplinaria de la Iglesia islandesa. El celibato entre el clero había prácticamente desaparecido e incluso los obispos de finales de la Edad Media tenían abiertamente concubinas. En 1451 se celebró en Hólar un sínodo diocesano que no logró resultados en cuanto a la reforma de las costumbres.
El último obispo católico de Hólar, Jón Arason, quiso montar la primera imprenta en Islandia, que utilizó hacia 1530 para la impresión del Breviarium Holense. 

### Introducción de la Reforma
El 2 de setiembre de 1537 el rey Cristián III de Dinamarca y Noruega firmó el Ordinatio ecclesiastica regnorum Daniae et Norwegiae et ducatuum Slesvicencis, Holtsatiae etc. etc., por el que en Dinamarca las diócesis fueron convertidas en superintendencias luteranas, deponiendo formalmente a los obispos católicos. En 1538, cuando el decreto real de la nueva ordenanza de la Iglesia llegó a Islandia, fue rechazado por los obispos católicos. En 1539 el rey envió un nuevo gobernador a Islandia, Klaus von Mervitz, con el mandato de introducir la Reforma y tomar posesión de la propiedad de la Iglesia.
En 1539 el obispo Ögmundur de Skálholt, que ya estaba casi ciego, nombró como su sucesor a Gissur Einarsson, quien fue consagrado obispo coadjutor, pero se pasó al luteranismo y fue confirmado por el rey en 1540. En la primavera de 1541 soldados daneses bajo el mando de Christoffer Huitfeldt desembarcaron en Islandia, arrestaron a Ögmundur y lo llevaron a Dinamarca, en donde murió en julio de 1542. Gissur Einarsson fue nombrado formalmente obispo de la Iglesia del Pueblo Danés en 1542 y quedó libre de introducir reformas religiosas luteranas sin oposición en Islandia, pero no logró el progreso que había esperado. No todos los islandeses estaban contentos con las reformas y la sede de Hólar siguió siendo firmemente católica.
El obispo Jón Arason resistió la conversión forzada y se negó a aplicar la Reforma. El rey danés y sus emisarios no tomaron medidas inmediatamente contra el obispo Arason, que todavía controlaba su sede en Hólar. En los años siguientes, Islandia permaneció dividida entre protestantes y católicos, pero Einarsson y Arason mantuvieron la paz.
Cuando el obispo luterano de Skálholt, Gissur Einarsson, murió el 24 de marzo de 1548, Jón Arason emitió una carta el 21 de abril por la que asumía la administración de la diócesis de Hólar y cabalgó hasta Skálholt para ocuparla y supervisar la elección de un nuevo obispo. Sin embargo, la gente de Skálholt estaba preparada para el ataque y, tras un asedio de cinco días, Arason se vio obligado a marcharse. Arason promovió la elección del abad de Þykkvabær Sigvarður Halldórsson como obispo de Skálholt y lo envió a Dinamarca para ser consagrado. Esta propuesta fue rechazada y Halldórsson murió en 1550, después de adoptar el luteranismo. A su vez el 7 de abril de 1549 Marteinn Einarsson fue ordenado en Dinamarca como obispo evangélico de Skálholt y enviado de regreso a Islandia por el rey danés. Allí, sin embargo, cayó en manos enemigas en 1549, Björn Jónsson y Ari Jónsson, los hijos de Jón Arason, lo mantuvieron preso durante aproximadamente un año. 
Y en la primavera de 1550 Jón Arason fue a Skálholt, hizo exhumar el cuerpo del obispo Einarsson y lo expulsó como hereje. En verano fue al Alþingi (parlamento de Islandia) y consiguió que se aprobara que los islandeses volvieran a adoptar el catolicismo. Con sus hijos hizo arrestar a muchos de los principales líderes luteranos, obligándolos a regresar al catolicismo o expulsándolos del país y mantuvo el control de gran parte de Islandia. El rey no toleró esto y envió tropas a capturarlos. Cuando Arason intentó capturar Dalasýsla se produjo la Batalla de Sauðafell, tras la que fue capturado y ejecutado por decapitación sin juicio el 7 de noviembre de 1550, junto con sus hijos Ari y Björn.
La diócesis de Hólar fue ocupada por luteranos y suprimida de hecho para la Iglesia católica. Parte de la población permaneció católica por un tiempo más antes de ser compelida a convertirse al luteranismo. Ólafur Hjaltason fue nombrado obispo luterano de Hólar el 16 de octubre de 1551 y en la primavera de 1552 se hizo cargo de su diócesis. En 1801 se abolió la diócesis luterana de Hólar y la diócesis de Reykjavík se convirtió en la única sede episcopal luterana de Islandia. En 1909 se recreó como obispado asistente o sufragáneo (auxiliar) del obispo de Reykjavík.

### Diócesis titular
Desde 1929 Hólar figura entre las diócesis titulares de la Iglesia católica, los dos primeros obispos titulares fueron también vicarios apostólicos de Islandia entre 1929 y 1968 (cuando se erigió la diócesis de Reikiavik). Desde el 24 de septiembre de 2022 su obispo titular es Dariusz Zalewski, obispo auxiliar de la diócesis de Ełk.

## Episcopologio

### Obispos de la sede antigua

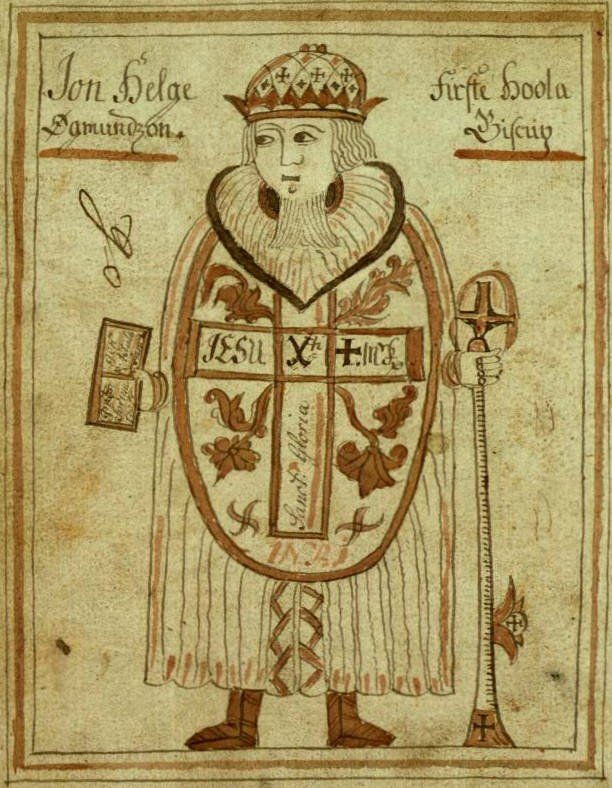
Jón Ögmundsson en un manuscrito ilustrado. Fue el primer obispo católico de Hólar

- San Jón Ögmundsson † (29 de abril de 1106-23 de abril de 1121 falleció)
- Ketill Þorsteinsson † (12 de febrero de 1122-7 de julio de 1145 falleció)
- Björn Gilsson † (4 de mayo de 1147-20 de octubre de 1162 falleció)
- Brandur Sæmundsson † (8 de septiembre de 1163-6 de agosto de 1201 falleció)
- Guðmundur Góði Arason † (22 de febrero de 1203-16 de marzo de 1237 falleció)
- Bótólfur † (1238-1246 falleció)
- Heinrekur Kársson † (1247-1260 falleció)
- Brandur Jónsson † (4 de marzo de 1263-26 de mayo de 1264 falleció)
- Jörundur Þorsteinsson † (junio de 1267-1 de febrero de 1313 falleció)
- Auðunn Rauði † (28 de noviembre de 1313-27 de enero de 1321 falleció)
- Lárentíus Kálfsson, O.S.B. † (24 de junio de 1323-16 de abril de 1331 falleció)
- Egill Eyjólfsson † (1331-12 de agosto de 1341 falleció)
- Ormur Ásláksson † (1343-1 de noviembre de 1356 falleció)
- Jón Skalli Eiríksson † (1358-10 de agosto de 1391 falleció)
- Pétur Nikulásson, O.P. † (23 de enero de 1391 por sucesión-? falleció)
- Jón Henriksson, O.P. † (23 de diciembre de 1411-? falleció)
- Truto, O.F.M. † (25 de mayo de 1425-1425/1426 falleció)
- Jón Vilhjálmsson † (23 de marzo de 1426-5 de enero de 1435 nombrado obispo de Skálholt)
- Jón Bloxwich, O.Carm. † (5 de enero de 1435-? renunció)
- Róbert Wodbor, O.E.S.A. † (14 de julio de 1441-?)
- Gottskálk Keneksson † (1444-antes del 8 de septiembre de 1457 falleció)
- Ólafur Rögnvaldsson † (1459-15 de julio de 1495 falleció)
- Gottskálk Nikulásson † (mayo de 1497-8 de diciembre de 1520 falleció)
- Jón Arason † (22 de diciembre de 1520-7 de noviembre de 1550 ejecutado)

### Obispos titulares
- Martin Meulenberg, S.M.M. † (28 de junio de 1929-3 de agosto de 1941 falleció)
- Johánnes Gunnarsson, S.M.M. (23 de febrero de 1942-17 de junio de 1972 falleció)
- Gerhard Schwenzer, SS.CC. (29 de agosto de 1975-28 de marzo de 1979 nombrado prelado de Trondheim)
- James Anthony Griffin (30 de junio de 1979-8 de febrero de 1983 nombrado obispo de Columbus)
- Lawrence Joyce Kenney † (25 de marzo de 1983-30 de agosto de 1990 falleció)
- Francisco Javier Errázuriz Ossa, Instituto de los Padres de Schönstatt (22 de diciembre de 1990-24 de septiembre de 1996 nombrado arzobispo a título personal de Valparaíso)
- Mathew Moolakkattu, O.S.B. (6 de noviembre de 1998-29 de agosto de 2003 nombrado archieparca de Kottayam)
- Stanisław Kazimierz Nagy, S.C.I. † (7 de octubre de 2003-21 de octubre de 2003 creado cardenal diácono de Santa María de la Scala)
- Stanisław Budzik (24 de febrero de 2004-26 de septiembre de 2011 nombrado arzobispo de Lublin)
- Marek Solarczyk (8 de octubre de 2011-4 de enero de 2021 nombrado obispo de Radom)
- Dariusz Zalewski, desde el 24 de septiembre de 2022